# モンキーボール
『モンキーボール』（MONKEY BALL）は、アミューズメントヴィジョンが開発しセガより2001年に稼働されたアーケードゲーム。ジャンルはアクションゲーム。対応基板はNAOMI。
家庭用のゲーム機ではタイトルの先頭に「スーパー」のつく『スーパーモンキーボール』シリーズが発売されている。

## 概要
サルのキャラクターが閉じ込められたボールを、バナナ型のレバーを倒して転がしながら、コースから転落しない様、制限時間内にゴールまで運ぶ。

## キャラクター
アイアイ（声：茂呂田かおる）
バナナが大好きで、いつもステージを攻略しているときはバナナを見ている。しっかり者だが、おっちょこちょいな所もある。　

ミーミー
アイアイが好きな女の子のおサル。とてもきれい好き。今ではアイアイがバナナの事をばっかり考えていないか心配している。

ベイビー（声：吉田小南美）
アイアイとミーミーの子供で未来からやって来た、赤ちゃんのおサル。意外としっかり者である。ほとんど泣くことはないが、泣きはじめるとミーミー以外は手をつけられなくなる。